# Otto Heinrich (Maler)
Otto Heinrich (* 23. Januar 1891 in Berlin; † 20. Januar 1967 in Potsdam) war ein deutscher Maler.

## Leben und Werk
Heinrich verbrachte seine Kindheit und Jugend in der Altberliner Gegend zwischen Petrikirche und Friedrichsgracht. Schon ab 1901 nahm er Zeichenunterricht bei Philipp Franck an der Königlichen Kunstschule zu Berlin. Nach einer Ausbildung zum Theatermaler am Königlichen Theater Berlin studierte er ab 1910 in der Landschaftsklasse bei Friedrich Kallmorgen und Ulrich Hübner an der Königlichen Akademie der Künste Berlin.
Von 1914 bis zu einer schweren Verletzung der rechten Hand 1917 nahm er am Ersten Weltkrieg teil. Bereits im Lazarett begann er damit, mit der linken Hand zu zeichnen.
1920 zog er von Berlin nach Potsdam und arbeitete als freischaffender Künstler. Dort wohnte er bis 1937 in der Kiezstraße 16, dann in der Leipziger Straße 52 am Brauhausberg.
Heinrich schuf vor allem Ölgemälde und Aquarelle und wurde durch seine charakteristischen Potsdamer und Alt-Berliner Stadtbilder, u. a. als Veduten, bekannt. Besonders gern stellte er den Potsdamer Stadtkanal dar, was ihm den Spitznamen „Kanal-Otto“ einbrachte. Die Nationalgalerie Berlin erwarb einige seiner Bilder, die im Zweiten Weltkrieg verloren gingen. Studienreisen führten Heinrich nach Frankreich und durch Deutschland, häufig zur Nordsee und zu den Ostsee-Inseln Rügen und Hiddensee.
Heinrich war Mitglied des Reichsverbands bildender Künstler und In der Zeit des Nationalsozialismus der Reichskammer der bildenden Künste. Für diese Zeit ist seine Teilnahme an 47 Ausstellung sicher belegt, darunter von 1938 bis 1942 fünf Große Deutsche Kunstausstellungen on München.
Nach 1945 musste Heinrich seine künstlerische Arbeit aus gesundheitlichen Gründen zunehmend einschränken.
1968 kaufte die Stadt Potsdam seinen Nachlass von Aquarellen, Zeichnungen und Skizzen, die sich seitdem in der Sammlung des Potsdam Museums befinden. Ein mehrjähriges Projekt widmet sich der konservatorischen Ablage der Sammlung von über 1500 Einzelwerken und ihrer Erschließung.

## Mitgliedschaften
- Verein Berliner Künstler
- Verband Bildender Künstler der DDR

## Ehrungen
- 1919: Rompreis der Akademie der Künste zu Berlin

## Werke (Auswahl)
- Jahrmarkt in Potsdam (Öl auf Leinwand, vor 1920; Potsdam Museum)[3]
- Am Kanal im Winter (Öl auf Leinwand, 1929; Potsdam Museum)[4]
- Weihnachtsmarkt in Potsdam (Öl; auf der Großen Deutschen Kunstausstellung 1939 von Otto Meißner erworben)
- Bittschriftenlinde in Potsdam (Öl; auf der Großen Deutschen Kunstausstellung 1940 von Hans Heinrich Lammers erworben)[5]
- Jahrmarkt in Potsdam (Öl; auf der Großen Deutschen Kunstausstellung 1940 von Hitler erworben)[6]
- Wintertag in Potsdam (Öl; auf der Großen Deutschen Kunstausstellung 1941 von Hitler erworben; heute im Deutschen Historischen Museum)[7]
- Winter in Potsdam (Öl; auf der Großen Deutschen Kunstausstellung 1942 von Hermann Schmitz erworben)[8]
- Der neue Hafen in Potsdam (Öl, 74 × 95 cm, 1951; ausgestellt auf der Dritten Deutschen Kunstausstellung)[9]
- Auf dem Heimweg (Öl, 1952)[10]
- Winterfreuden (Öl, 1952)[11]

## Ausstellungen vor 1933 und nach 1945 (unvollständig)
- 1912: Berlin, Große Berliner Kunstausstellung
- 1912: München, Münchner Glaspalast, Münchener Jahresausstellung[12]
- 1949: Berlin, „Mensch und Arbeit“[13]
- 1949 und 1974: Potsdam, Bezirkskunstausstellungen
- 1953: Dresden, Dritte Deutsche Kunstausstellung

### Postume Einzelausstellungen
- 1969: Potsdam. Bezirksheimatmuseum („Bilder aus Potsdam“)
- 2004 und 2007: Potsdam, Potsdam Museum